# Фёдоров, Борис Александрович
Борис Александрович Фёдоров (3 марта 1922, дер. Кремница, Любытинский р-н, Новгородская обл. — дата смерти неизвестна, г. Сочи) — советский учёный в области радиобиологии. Фёдоров на сконструированных им стендах показал влияние перегрузок, сопровождающих космические полёты, на исход радиационного поражения организма.

## Биография
10 сентября 1940 был призван в ряды Красной Армии Василеостровским РВК города Ленинграда. Службу проходил Ярославской школе стрелков бомбардировщиков; 153 стрелковая дивизия.
Воинское звание: лейтенант медицинской службы. Участник Великой Отечественной войны.
В 1944 году после тяжёлого ранения уволен из рядов Советской Армии.
В 1953 году окончил I Ленинградский медицинский институт.
В 1957 году закончил ординатуру при Ленинградском Рентгенологическом институте.
Работал в НИИЭПиТ АМН СССР: сначала в должности младшего научного сотрудника, потом старшим научным сотрудником лаборатории радиологии.
В 1962 году защитил кандидатскую диссертацию на тему «Состояние семенников крыс при острой лучевой болезни».

## Область научных интересов
Экспериментальная радиобиология с акцентом на такие вопросы, как изменения органов и систем при остром радиационном поражении, моделирование различных форм лучевой болезни и разработка средств их профилактики и терапии, комбинированное воздействие облучения и факторов космических полётов.

## Научный вклад
Впервые описал изменения в надпочечниках, половых железах при радиационных поражениях и их роль в формировании лучевой болезни и её исхода.
Фёдоровым изучены механизмы действия ряда противолучевых средств и на этой основе разработаны эффективные схемы профилактического и лечебного применения комбинации химических препаратов с биологическими агентами, с гипоксической аноксией и др.
Им разработана одна из моделей фракционированного облучения обезьян слабоинтенсивными дозами радиации, рекомендованная для отбора средств защиты от воздействия малых доз ионизирующего излучения.
Фёдоров на сконструированных им стендах показал влияние перегрузок, сопровождающих космические полёты, на исход радиационного поражения организма.
Успешно сотрудничал с учёными Венгрии, Чехословакии по проблеме профилактики и терапии лучевых поражений различной интенсивности. Результаты оригинальных исследований отражены в докладах на конференциях, симпозиумах, проходивших в СССР и за рубежом.
Автор более 60 научных публикаций и ряда рациональных предложений.

## Награды
- значок «Отличнику здравоохранения»,
- медаль «Ветеран труда»,
- орден Отечественной войны I степени,
- Почётная грамота Президиума Верховного Совета Абхазской АССР.

## Изданные работы и сочинения
- Состояние сперматогенеза в условиях хронического облучения обезьян // Радиобиология. 1972, № 2;
- Применение методов комбинированной биологической и химической защиты при остром и протяженном облучении // Материалы X симпозиума соц. стран «Интеркосмос». Сухуми, 1977.